# Wincenty Witos

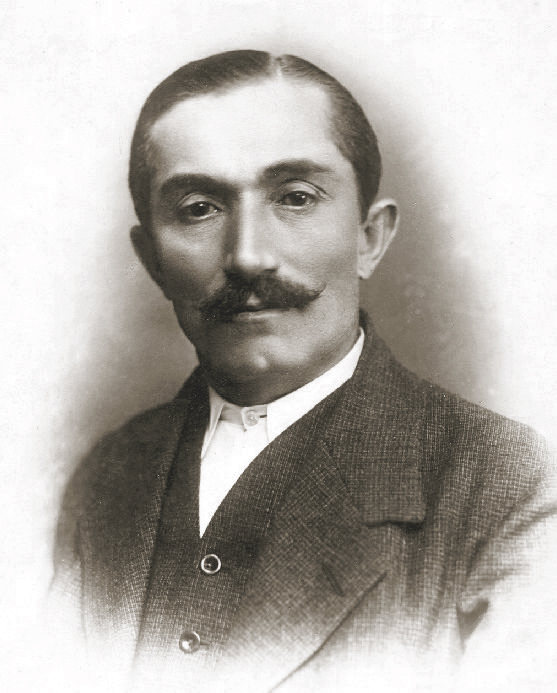
Wincenty Witos – Foto aus dem Jahr 1920

Wincenty Witos (* 22. Januar 1874 in Wierzchosławice, Österreich-Ungarn; † 30. Oktober 1945 in Krakau) war ein polnischer Politiker, Mitbegründer der polnischen Bauernbewegung und Journalist.

## Leben
Witos kam in einem kleinpolnischen Weiler in der Gemeinde Wierzchosławice unweit von Tarnów zur Welt, das damals zum österreichisch-ungarisch regierten Galizien gehörte. Seine Eltern waren Bauern und besaßen zwei Morgen Ackerland. Erst im Alter von zehn Jahren durfte er auf die Schule gehen, anschließend absolvierte er 1895 bis 1897 seinen Militärdienst in der österreichisch-ungarischen Armee.
Bereits ab 1895 war Witos Mitglied der Polnischen Volkspartei (PSL), die sich mit ihrer agrarpolitischen Programmatik vor allem nach den Bedürfnissen der Landbevölkerung im geteilten Polen richtete. In der PSL machte sich Witos aufgrund seines Engagements schnell einen Namen und wurde 1903 bis 1913 Mitglied des obersten Parteirates. Ab 1908 war er zugleich Gemeindevorsteher seines Geburtsortes und bis 1914 Abgeordneter des Galizischen Landtages (Sejm Krajowy Galicji) in Lemberg. 1911 bis 1918 war Witos schließlich Mitglied des österreichischen Reichsrates in Wien. Nach dem Auseinanderfallen der PSL wurde er Zweiter Vorsitzender der Nachfolgepartei PSL Piast und von 1918 bis 1931 deren Erster Vorsitzender.
Während des Ersten Weltkrieges befürwortete Witos zunächst die Zusammenarbeit mit Deutschland und Österreich-Ungarn. 1915 verzichtete er allerdings als Zweiter Vorsitzender eines polnischen Nationalkomitees (Komitet Narodowy) auf die Zusammenarbeit mit der österreichisch-ungarischen Regierung. Bis zum Ende des Krieges plädierte er im Reichsrat eindeutig für die Unabhängigkeit Polens. 1917 bis 1918 war er Mitglied der Nationalen Liga (Liga Narodowa), einer demokratischen Geheimorganisation zur Vorbereitung der Wiedererlangung der Unabhängigkeit Polens. Im Oktober 1918 führte er die polnische Liquidationskommission in Krakau an.

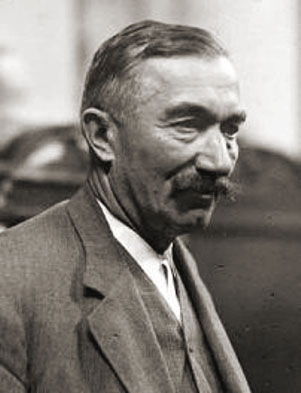
Wincenty Witos, (1931)

Anschließend war er 1919 bis 1930 Mitglied des Sejm, bis 1931 (mit Unterbrechungen) Vorsitzender des parlamentarischen Klubs der PSL Piast. Ende Juli 1920 wurde er zum Premier der Regierung der Nationalen Verteidigung im Angesicht der unmittelbaren Bedrohung Warschaus durch die Rote Armee designiert. Er blieb bis September 1921 Regierungschef. 1923 gründete er die erste Koalitionsregierung der Christlichen Union der nationalen Einheit (Chrześcijański Związek Jedności Narodowej) und der PSL Piast (genannt auch Chjeno-Piast); im Dezember 1923 trat er zurück. Im Mai 1926 führte er erneut die Regierungsgeschäfte, seine Regierung wurde aber sehr bald durch den Maiputsch Józef Piłsudskis gestürzt.
Als Gegner der Sanacja (Gesundung, ein allgemeiner Begriff für die Politik des Piłsudski-Regimes ab 1926), gründete er 1929 den Mitte-Links-Parteienblock Centrolew. 1930 wurde er verhaftet und in der Festung Brest interniert. Im Prozess 1931 wurde er wegen eines angeblichen Umsturzversuchs zu anderthalb Jahren Gefängnis verurteilt, was ihn nach der Haft zur Emigration in die Tschechoslowakei bewegte. Insgesamt blieb er 1933 bis 1939 in der Emigration. Trotz seines Exils blieb er offiziell Mitglied der Parteiinstanzen der PSL Piast; 1931 bis 1935 als Vorsitzender des Hauptrates und 1935 bis 1939 als Vorsitzender des Obersten Exekutivkomitees (Naczelny Komitet Wykonawczy).
1936 arbeitete Witos mit der oppositionellen Emigrationsbewegung „Front von Morges“ zusammen. Im März 1939 kehrte er nach Polen zurück. Im September 1939 wurde er durch die deutsche Besatzungsmacht inhaftiert. Die deutschen Behörden versuchten, ihn zur Gründung einer Kollaborationsregierung zu bewegen, was er wiederholt ablehnte. Im September 1941 wurde er zwar aus der Haft entlassen, blieb jedoch bei ständiger Bewachung durch die Gestapo unter Hausarrest.
Nach dem Ende des Zweiten Weltkrieges wurde er im nun sowjetisch besetzten Polen zum Präsidenten des Landesnationalrates in Warschau designiert, lehnte dieses Amt jedoch ab, wie auch die Einladung zu Gesprächen in Moskau über die Gründung einer polnischen Regierung der nationalen Einheit (Rząd Jedności Narodowej). Ab August 1945 wurde er erneut Vorsitzender der PSL, erkrankte jedoch stark und verstarb zwei Monate später im Krakauer Krankenhaus der Barmherzigen Brüder.